# Резерфорд (одиниця)
Резерфорд (рос. резерфорд, англ. rutherford; нім. Rutherford n) — позасистемна одиниця радіоактивності. Використовується рідко. Частіше користуються одиницею радіоактивності кюрі.
Один резерфорд визначається як 106 актів розпаду за 1 секунду:
1 Рд = 2,72•10—5 Кі = 106 розпадів/с = 106 Бк.
Назва походить від прізвища англійського фізика Ернеста Резерфорда. Одиницю вимірювання запропонували 1946 року Е. Кондон та Л. Ф. Кертіс.